# Vöröslábú holyva
A vöröslábú holyva (Ocypus compressus) a rovarok (Insecta) osztályának a bogarak (Coleoptera) rendjéhez, ezen belül a mindenevő bogarak (Polyphaga) alrendjéhez és a holyvafélék (Staphylinidae) családjához tartozó faj.

## Elterjedése
A vöröslábú holyva egész Európában megtalálható faj.
Magyarországon főleg hegységvidéki (Bükk-vidék, Pilis, Mecsek, Villányi-hegység) adatai vannak.

## Megjelenése
A vöröslábú holyva 12–17 mm hosszú, fénytelen fekete színű bogár. Csápjai és lábai sárgásvörösek.
A többi, hozzá hasonló nagy termetű holyvafajtól a következő bélyegek alapján választhatjuk el:
- előtorának oldalpereme oldalnézetben lehajló szegélyként látható, legalább az előtor hátulsó két harmadában,
- fejét és előtorát testhez simuló, finom alapszőrzet borítja,
- teste sötét, fémfény előfordulhat; a potrohon sincsen eltérő színű szőrfolt,
- ajaktapogatójának utolsó íze kiszélesedett, a csúcsán levágott, alakja a baltáéhoz hasonlít
- rágója keskeny, megnyúlt, a belső élén csak ritkán van egy kisebb fogacska,
- az előtor közepén nem látható sima középvonal.

## Életmódja
A vöröslábú holyva leggyakrabban erdőszéli cserjésekben, összegyűlt avar vagy korhadó fatörzsek alatt található meg.
Ragadozó életmódot folytat, apró állatokkal táplálkozik.
Gyűjtési adatai áprilistól októberig vannak.